# Tixcuayuca
Tixcuayuca är en ort i Mexiko.   Den ligger i kommunen Tamazunchale och delstaten San Luis Potosí, i den sydöstra delen av landet, 200 km norr om huvudstaden Mexico City. Tixcuayuca ligger 417 meter över havet och antalet invånare är 609.
Terrängen runt Tixcuayuca är huvudsakligen kuperad, men västerut är den bergig. Runt Tixcuayuca är det ganska tätbefolkat, med 56 invånare per kvadratkilometer. Närmaste större samhälle är Tamazunchale, 8,8 km norr om Tixcuayuca. I omgivningarna runt Tixcuayuca växer huvudsakligen savannskog.